# Storslett
Storslett is een plaats in de Noorse gemeente Nordreisa, provincie Troms. Storslett telt 1509 inwoners (2007) en heeft een oppervlakte van 1,65 km².